# Good 가자!
《Good 가자!》(일본어: Goodいくぜ!)는 일본 남성 아이돌 그룹, Kis-My-Ft2의 2번째 정규 음반이다.

## 개요
초회 생산 한정반 【Kis-My-History반】, 초회 생산 한정반 【Kis-My-Zero반】, 통상반의 3형태로 발매.

## 수록곡

### CD 〈Good 가자!〉
1. "2nd" Overture
작곡·편곡: 쿠리하라 사토루(Jazzin'park), 쿠보타 싱고(Jazzin'park)
2. Black & White
작사: Sunny Boy / 작곡·편곡: Steven Lee
3. WANNA BEEEE!!!
작사: KOMU / 작곡: CHOKKAKU, 히로이즘 / 편곡: CHOKKAKU
4. 運命Girl / 운명 Girl
작사: zopp / 작곡: CHOKKAKU, E.ONE1&2 / 편곡: CHOKKAKU
5. Strawberry Dance
작사: 쿠리하라 사토루(Jazzin'park) / 작곡: Erik Lidbom, youwhich, DAICHI / 편곡: 이시즈카 토모키
6. xLunaSx (FUJIGAYA TAISUKE)
작사: T.Fxxx / 작곡: Steven Lee, The Goldfingerz, Drew Ryan Scott / 편곡: 스즈키 마사야
7. Forza！ (TAMAMORI YUTA /YOKOO WATARU/MIYATA TOSHIYA/NIKAIDO TAKASHI/SENGA KENTO)
작사: HIKARI / 작곡: HIKARI, Stephan Elfgren / 편곡: Stephan Elfgren
8. Shake It Up
작사: Komei Kobayashi / 작곡·편곡: Tommy Clint
9. Chance Chance Baybee (YOKOO WATARU/MIYATA TOSHIYA/NIKAIDO TAKASHI/SENGA KENTO)
작사: Takuya Harada / 작곡: Takuya Harada, Samuel Wearmo / 편곡: 요시오카 타쿠
10. Give me... (KITAYAMA HIROMITSU)
작사: HusiQ.K / 작곡: Fredrik Samsson, MiNE, Atsushi Shimada / 편곡: 히로이즘
11. アイノビート -Album mix- / 사랑의 비트 -Album mix-
작사: 쿠리하라 사토루(Jazzin'park) / 작곡·편곡: 쿠리하라 사토루(Jazzin'park), 쿠보타 싱고(Jazzin'park)
12. My Resistance -タシカナモノ- / My Resistance -확실한 것-
작사: 쿠리하라 사토루(Jazzin'park) / 작곡·편곡: 쿠리하라 사토루(Jazzin'park), 쿠보타 싱고(Jazzin'park)
13. Mother Moon
작사·작곡: 마에야마다 켄이치 / 편곡: 스즈키 마사야

BOUNS TRACK (통상반만)
1. JET! SET!! GO!!!

작사: 우에다 타츠지 / 작곡: Takuya Harada, Dr.X, Lo-Fi
2. Catch Love

작사: zopp / 작곡: Han Sang Won, 야마시타 카즈아키

### 특전 CD 〈Kis-My-Zero3〉
※초회 생산 한정반(Kis-My-Zero반)만
1. TRY AGAIN
작사: 쿠보타 요지 / 작곡: 이이다 타케히코
2. SHOOTING STARS
작사: 나루미 카즈토, NAGAE / 작곡: 나루미 카즈토
3. 海賊 / 해적
작사·작곡: velvetronica
4. Think u x. (FUJIGAYA TAISUKE)
작사: T.Fxxx, 시라이 유키 / 작곡: 시게나가 료스케
5. Brand New Season
작사: 우루시노 준야 / 작곡: 오비 요시유키
6. ROCK U (KITAYAMA HIROMITSU)
작사: HusiQ.K, 시라이 유키 / 작곡: 오비 요시유키
7. My Love
작사: 821R / 작곡: 에가미 코타로
8. Rocking Party (FUJIGAYA TAISUKE/KITAYAMA HIROMITSU/TAMAMORI YUTA)
작사: HusiQ.K, T.Fxxx / 작곡: Stephan Elfgren
9. Kis-My-LAND
작사·작곡: 아사리 싱고

### DVD 〈Kis-My-History~곱셈~〉
※초회 생산 한정반(Kis-My-History반)만
수록 내용
1. 키타야마 히로미츠
2. 센가 켄토
3. 미야타 토시야
4. 요코오 와타루
5. 후지가야 타이스케
6. 타마모리 유타
7. 니카이도 타카시
8. 곱셈

## 초회 한정 봉입 특전
초회 생산 한정반·통상반 공통 
- 시리얼 넘버 응모권(응모권B)